# Orthoschnapp-Gambit
|   | a | b | c | d | e | f | g | h |   |
| 8 |   |   |   |   |   |   |   |   | 8 |
| 7 |   |   |   |   |   |   |   |   | 7 |
| 6 |   |   |   |   |   |   |   |   | 6 |
| 5 |   |   |   |   |   |   |   |   | 5 |
| 4 |   |   |   |   |   |   |   |   | 4 |
| 3 |   |   |   |   |   |   |   |   | 3 |
| 2 |   |   |   |   |   |   |   |   | 2 |
| 1 |   |   |   |   |   |   |   |   | 1 |
|   | a | b | c | d | e | f | g | h |   |

Das Orthoschnapp-Gambit nach 4. Dd1–b3
Das Orthoschnapp-Gambit in der Französischen Verteidigung ist eine Eröffnungsvariante im Schachspiel. Sie ist in der Eröffnungssystematik der ECO-Codes unter dem Schlüssel C00 klassifiziert.
Das Orthoschnapp-Gambit entsteht nach den Zügen:
1. e2–e4 e7–e6 2. c2–c4 d7–d5 3. c4xd5 e6xd5 4. Dd1–b3
Entwickelt wurde das Orthoschnapp-Gambit im Jahr 1983 von Stefan Bücker.
Ein Ziel des weißen Spiels ist es, nach dem Zug 4. … d5xe4 den weißen Läufer auf das Feld c4 zu entwickeln (5. Lf1–c4), mit Drohung gegen das schwache Feld f7. Dieses Feld kann vom Nachziehenden nur vernünftig durch einen Damenzug gedeckt werden, z. B. 5. … Dd8–e7 oder Dd8–d7.
In Partien mit kurzer Bedenkzeit und insbesondere im Online-Schach erfreut sich das Orthoschnapp-Gambit großer Beliebtheit, da Schwarz bei ungenauem Spiel schnell in Nachteil bzw. schwierige Stellungen geraten kann.
Großmeister Niclas Huschenbeth und der Schach-YouTuber Jonathan Schrantz haben Lehrvideos erstellt.
Auch Eric Rosen spielt das Gambit häufig und trug damit zu seiner Verbreitung bei.